# Claudius Ptolemaeus
Claudius Ptolemaeus (tiếng Hy Lạp: Κλαύδιος Πτολεμαῖος Klaudios Ptolemaios), hoặc một cách đơn giản là Ptolemaeus, Ptolemy hay Ptolémée hay Ptôlêmê, (khoảng 100-178) là một nhà bác học Hy Lạp xuất xứ từ Tebaida, học tập, sinh sống và làm việc tại Alexandria. Ông viết nhiều tác phẩm trong các lĩnh vực như toán học, thiên văn học, địa lý và nhạc.

## Tiểu sử

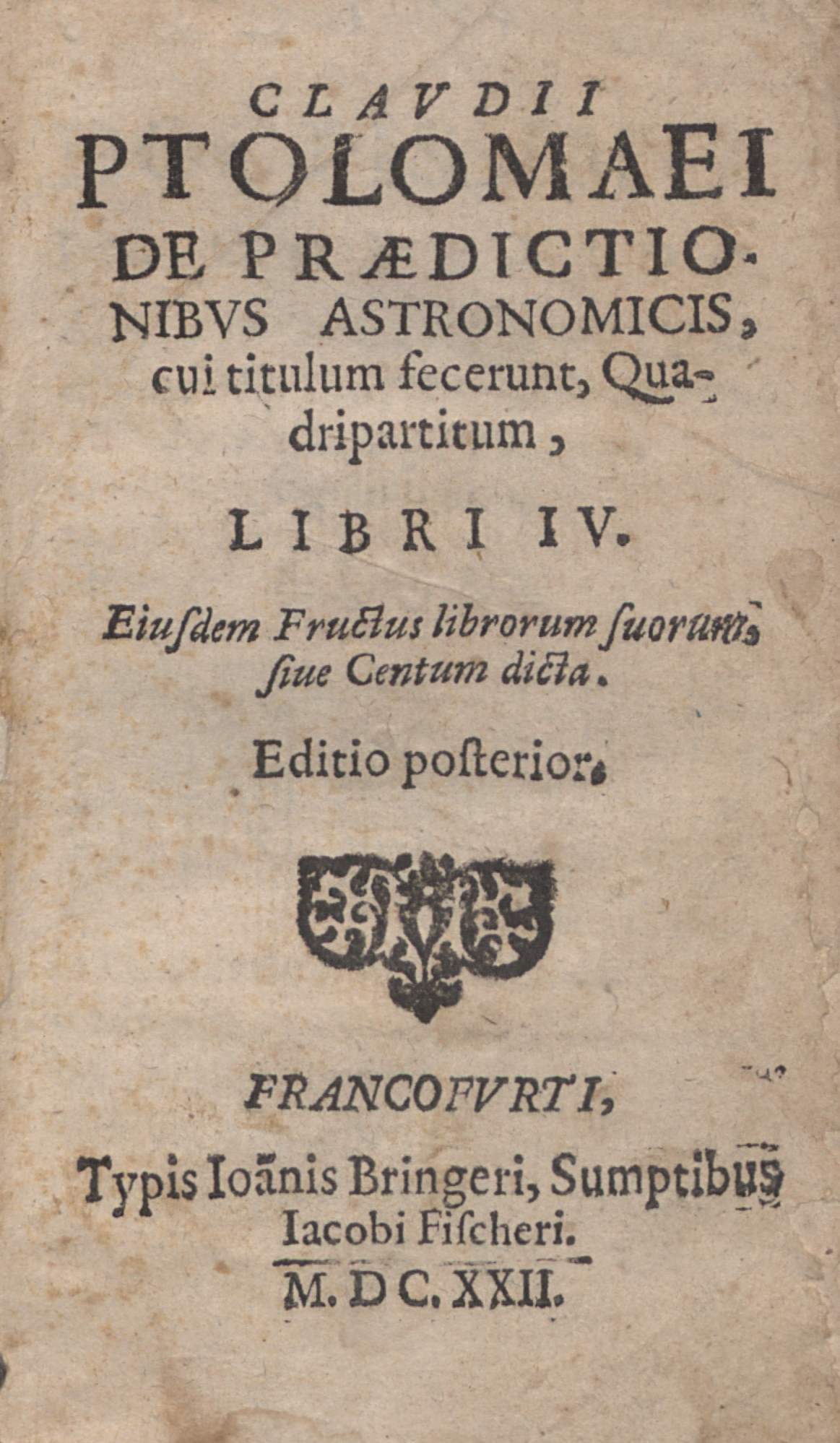
Quadripartitum, 1622

## Nghiên cứu
Các quan điểm của ông về cấu trúc của thế giới đã làm nền tảng cho thuyết địa tâm trong nhiều thế kỷ, một học thuyết mà đến đời Nicolaus Copernicus mới bị đánh đổ. Ptolemaeus cũng là tác giả của sơ đồ chuyển động của các thiên thể với sự có mặt của tuế sai.
Trong tác phẩm mang tựa đề "Địa lý học" của mình (Geographia), ông đã miêu tả tới hơn 3.000 địa danh. Ông cũng soạn ra các nguyên tắc về họa đồ, có ghi trong cuốn sách "Mở đầu về địa lý".
Các công trình nghiên cứu của Ptolemaeus trong lĩnh vực thiên văn học đã được tập hợp lại trong cuốn Hè Megalè Syntaxis, về sau này còn được biết đến với cái tên là Ho megas astronomos. Cái tên Almagest (Αλμαγέστη) của nó mà ngày nay ta thường gặp là có xuất xứ từ chữ megiste trong tiếng Hy Lạp, và do các nhà bác học Ả Rập ở thế kỷ 9 đã thêm cái tiếp đầu ngữ al vào mà thành. Almagest là sự tổng hợp tất cả các thành tựu về thiên văn của Hy Lạp, mà trong đó Hipparchus của Nicaea là nguồn của các dữ liệu chính về các khám phá.